# Готель «Біля загиблого альпініста» (фільм)
«Готель „У загиблого альпініста“» (ест. «Hukkunud Alpinisti» hotell) — радянський фантастичний художній фільм 1979 року, створений на кіностудії Талліннфільм за мотивами однойменного роману братів Стругацьких.
Як і роман, фільм було сплановано в жанрі детективу. Стругацькі заявляли у присвяті до роману, що його слід розглядати як «відкупну детективному жанрові».
Фільм було знято естонською мовою, а потім продубльовано на кіностудії Ленфільм російською. Уперше глядачам картину було показано 27 серпня 1979 року на території Естонської РСР.
Фільм — остання робота режисера Григорія Кроманова.

## Сюжет
Інспектор Глебскі прибуває до готелю «У загиблого альпініста» за анонімним дзвінком. Цей готель розташований у віддаленому районі, в ущелині, схованій серед гір, у якійсь умовній європейській країні. Сама назва готелю — «У загиблого альпініста» пояснюється досить просто: одного разу тут загинув альпініст, який зірвався зі скелі. Після нього залишився тільки його вірний собака — сенбернар Лель. У готелі висить портрет цього альпініста, біля якого любить спати пес.
У цьому готелі майже всі пожильці досить дивні, особливо пан і пані Мозес, а також Олаф Андварафорс (у кінці з'ясується, що вони не земляни). Пізніше з'являється ще один дивний тип — Луарвік, який не може зв'язати й пари слів. Пан Мозес та Луарвік виявляються прибульцями, а пані Мозес і Олаф — їхніми андроїдами, хоча всі вони мають вигляд звичайних людей. У горах їх спіткала біда.
Детектив розвивається за загальними законами жанру. Після потужного снігопаду, коли готель виявляється відрізаним від зовнішнього світу, раптом з'являється «труп». Інспектор Глебскі починає розслідування, застосовуючи всі свої стандартні навички. Проте розслідування псевдовбивства Олафа заходить у глухий кут. І ось, коли, здавалося б, усі хитросплетіння сюжету розплутано, а інопланетяни можуть щасливо покинути Землю, з'являється гвинтокрил гангстерів, і прибульців убивають (як виявилося, Мозес під шантажем раніше був співучасником бандитів).
Людство в особі інспектора могло б зробити велику послугу прибульцям, давши їм утекти, але Глебскі поводився як порядний поліцейський, що підкоряється лише здоровому глузду та посадовим інструкціям, і це призвело до трагічної розв'язки.
У фіналі фільму інспектора мучать сумніви, чи все він зробив як треба.

## Виробництво
Картина створювалася кіностудією «Талліннфільм» за участю естонських, латиських і литовських акторів. Режисер — Григорій Кроманов, оператор — Юрі Сілларт. У кінострічці використано електронну музика естонського композитора Свена Ґрюнберґа.
Художником по костюмах був іванівський модельєр В'ячеслав Зайцев.
Оригінальна мова фільму — естонська. За визнанням критиків, оператор Юрі Сілларт і художник-постановник Тину Вірве надзвичайно майстерно виконали операторську роботу, яка створила особливий колорит і потужну таємничу атмосферу подій, й замінила собою всі спецефекти. Фільм майже цілковито складається з великих і середніх планів, із використанням пейзажних зйомок, зроблених недалеко від гірськолижного курорту «Чимбулак» у містечку «Ворота Туюк-Су» в горах Заілійського Алатау над Алмати (Казахстан).
Картина «Готель „У загиблого альпініста“» в 1979 році отримала престижний приз «Срібний астероїд» (2-е місце) на щорічному Міжнародному кінофестивалі фантастичного кіно в Трієсті (Італія).

## Ролі виконували / дублювали
- Улдіс Пуцитіс / Олександр Дем'яненко — інспектор Глебскі
- Юрі Ярвет / Олексій Кожевников — Алек Сневар, господар готелю
- Лембіт Петерсон[et] / Олег Борисов — Симоне
- Мікк Міківер / Юрій Соловйов — Хінкус
- Карліс Себріс / Микола Федорцов — пан Мозес
- Ірена Кряузайте / Жанна Сухопольска — пані Мозес
- Сулев Луйк[et] / Борис Аракелов — Луарвік
- Тійт Гярм[et] / Геннадій Нілов — Олаф
- Нійоле Ожеліте / Олена Ставрогіна — Брюн
- Карін Райд[et] — Кайса

## Знімальна група
- Автори сценарію: Аркадій Стругацький і Борис Стругацький
- Режисер-постановник: Григорій Кроманов
- Оператор-постановник: Юрій Сілларт
- Художник-постановник: Тину Вірве
- Художник по костюмах: В'ячеслав Зайцев
- Композитор: Свен Грюнберг
- Звукооператор: Роман Сабсай
- Редактор: Тоомас Раудам
- Директор картини: Раймунд Фельд
- Продюсери: Вероніка Бобоссова і Раймунд Фельд
- Режисер дубляжу: Арнольд (Олег) Дашкевич
- Звукооператор: Анна Волохова

## Відмінності від книги
У повісті братів Стругацьких інспектор Глебскі прибуває до готелю на тритижневий відпочинок і тому не має офіційного статусу під час розслідування, до того ж усередині героя постійно змагаються професіонал-поліцейський і звичайний відпочивальник, що волів би не втручатися в хід подій. У фільмі Глебскі з'являється в готелі за анонімним викликом і діє як офіційний представник поліції.

## Інші назви фільму
- 'Hukkunud Alpinisti' Hotell
- The Dead Mountaineer Hotel
- Hôtel «Le grimpeur morts»
- ホテル «デッドマウンテニア»
- 酒店"死巡山"
- Albergo «Alpinista Morto»
- 호텔 «죽은 등산객»
- Hotel «Muerto Montañero»
- โรงแรม ภูเขา ตาย
- Hotel «Zum verunglückten Alpinisten»
- Hotel «Pri poginulem alpinistu»